# 希划蝽
希划蝽（学名：Xenocorixa vittipennis）为划蝽科希划椿屬下的一个种。